# Condado de Paulding (Geórgia)
O Condado de Paulding (em inglês:  Paulding County) é um dos 159 condados do estado americano da Geórgia. A sede e maior cidade do condado é Dallas. Foi fundado em 3 de dezembro de 1832. O condado faz parte da área metropolitana de Atlanta.
O condado possui uma área de 814 km², uma população de 142 324 habitantes, e uma densidade populacional de 176 hab/km² (segundo o censo nacional de 2010). É o nono condado que, em 10 anos, teve o maior crescimento populacional dos Estados Unidos, com um aumento de 74,3%.